# Erin Hamlin
Pour les articles homonymes, voir Hamlin.
Erin Mullady Hamlin, née le 19 novembre 1986 à New Hartford (New York), est une lugeuse américaine. Au cours de sa carrière, elle a notamment remporté un titre de championne du monde en 2009 à Lake Placid, mettant un terme à quinze années d'hégémonie allemande sur la discipline aux Championnats du monde. Elle est également à cette occasion la première Américaine de l'histoire à remporter ce titre. Elle remporte également une médaille olympique, avec le bronze des Jeux olympiques de 2014. En 2017, elle remporte trois autres médailles mondiales, un titre sur l'épreuve du sprint, et deux médailles d'argent, sur l'épreuve individuelle et sur le relais mixte.

## Biographie
Elle naît en 1986 à New Hartford. Ses parents s'appellent Ron et Eilleen, elle a deux frères (Ryan et Sean). Elle découvre la luge en 1999 à l'âge de 12 ans. Rapidement, elle devient membre de l'équipe de Lake Placid dans l'État de New York. D'abord sélectionnée en équipe nationale junior des États-Unis (2003-2006), elle fait ses débuts en Coupe du monde en 2005. Elle prend alors part aux Jeux olympiques d'hiver de 2006 de Turin, sur la piste de Cesana Pariol où elle termine à la 12e place. Cette même année 2006, elle fait partie intégrante de l'équipe des États-Unis senior. Elle dispute donc chaque année la Coupe du monde terminant à la 7e place en 2007 puis 9e en 2008.
C'est aux Championnats du monde 2009 qu'elle créé la sensation sur la piste de Lake Placid le 6 février 2009 qui n'est autre que sa piste d'entraînement et de ses débuts. À l'âge de 22 ans, elle remporte le titre de championne du monde, devenant la première Américaine à effectuer cette performance (seul Wendel Suckow chez les hommes en 1993 a réussi pareille performance), de plus elle met fin à 15 années d'affilée de succès des lugeuses allemandes dans cet évènement (onze titres consécutifs depuis 1994). Elle devance d'ailleurs l'Allemande Natalie Geisenberger et l'Ukrainienne Natalia Yakushenko. La dernière non-allemande à avoir remporté ce titre fut l'Italienne Gerda Weissensteiner en 1993.
En 2014, elle décroche la médaille de bronze aux Jeux olympiques d'hiver de 2014, devenant la première américaine à atteindre le podium olympique en luge.
En 2017, elle remporte l'épreuve de sprint des championnats du monde de Igls en devançant de 0,009 secondes la tenante du titre, la Suissesse Martina Kocher,. Le lendemain, elle termine deuxième de l'épreuve indiviuelle féminine derrière l'Allemande Tatjana Huefner. Elle remporte une troisième médaille en trois courss en obenant la médaille d'argent lors du relais mixte avec Tucker West, Matt Mortensen et Jayson Terdiman.
Pour les Jeux olympiques de 2018 à Pyeongchang, elle figure parmi les deux derniers candidats pour occuper le rôle de porte-drapeau de la délégation américaine, avec le patineur de vitesse Shani Davis. Les deux sportifs sont départagés par un tirage au sport, au profit de la lueuse. Elle termine à la sixième place de l'individuel.

## Palmarès
| Compétitions / Année    | Compétitions / Année    | 2005                             | 2006                             | 2007                             | 2008                             | 2009                             | 2010                             | 2011                             | 2012                             | 2013                             | 2014                             | 2015                             | 2016                             | 2017                             | 2018                             |
| ----------------------- | ----------------------- | -------------------------------- | -------------------------------- | -------------------------------- | -------------------------------- | -------------------------------- | -------------------------------- | -------------------------------- | -------------------------------- | -------------------------------- | -------------------------------- | -------------------------------- | -------------------------------- | -------------------------------- | -------------------------------- |
| Jeux olympiques d'hiver | Jeux olympiques d'hiver | Épreuve inexistante à cette date | 15e                              | Épreuve inexistante à cette date | Épreuve inexistante à cette date | Épreuve inexistante à cette date | 16e                              | Épreuve inexistante à cette date | Épreuve inexistante à cette date | Épreuve inexistante à cette date | 3e                               | Épreuve inexistante à cette date | Épreuve inexistante à cette date | Épreuve inexistante à cette date | 6e                               |
| Championnats du monde   | Ind.                    | 15e                              | Épreuve inexistante à cette date | 5e                               | 8e                               | 1re                              | Épreuve inexistante à cette date | 14e                              | 12e                              | 6e                               | Épreuve inexistante à cette date | 4e                               | 8e                               | 2e                               | Épreuve inexistante à cette date |
| Championnats du monde   | Sprint                  | Épreuve inexistante à cette date | Épreuve inexistante à cette date | Épreuve inexistante à cette date | Épreuve inexistante à cette date | Épreuve inexistante à cette date | Épreuve inexistante à cette date | Épreuve inexistante à cette date | Épreuve inexistante à cette date | Épreuve inexistante à cette date | Épreuve inexistante à cette date | Épreuve inexistante à cette date | —                                | 1re                              | Épreuve inexistante à cette date |
| Championnats du monde   | Mixte                   | —                                | Épreuve inexistante à cette date | 4e                               | 5e                               | 6e                               | Épreuve inexistante à cette date |                                  | 6e                               | 5e                               | Épreuve inexistante à cette date | 5e                               | 5e                               | 2e                               | Épreuve inexistante à cette date |
| Coupe du monde          | Coupe du monde          |                                  | 12e                              | 9e                               | 7e                               | 6e                               | 4e                               | 8e                               | 6e                               | 7e                               | 6e                               | 5e                               | 4e                               | 4e                               |                                  |